# يوهان ديمونت
يوهان ديمونت (بالفرنسية: Yohan Demont)‏ (مواليد 15 مايو 1978 في فالينسيانس - فرنسا) لاعب كرة قدم فرنسي يلعب حاليا لصالح نادي الدرجة الأولى لنس الفرنسي منذ 2005 في مركز الظهير الأيمن .

## روابط خارجية
- يوهان ديمونت على موقع قاعدة بيانات كرة القدم.إي يو (الإنجليزية)
- يوهان ديمونت على موقع Soccerway.com (الإنجليزية)
- يوهان ديمونت على موقع عالم كرة القدم.نت (الإنجليزية)
- يوهان ديمونت على موقع كووورة